# 文室秋津
文室 秋津（ふんや の あきつ）は、平安時代初期の貴族。大納言・文室浄三の孫。備前守・三諸大原の四男。官位は正四位下・参議。

## 経歴
右衛門大尉・右近衛将監・蔵人を経て、弘仁7年（816年）従五位下・左近衛将監に叙任される。弘仁8年（817年）に藤原真川の後任として甲斐守となり、翌弘仁9年には武蔵介に転任する。この転任は、弘仁・天長期に行われていた御牧整備との関連が指摘されている。弘仁13年（822年）10月木工頭となるが、同年12月に甲斐守に再任されるなど、嵯峨朝の後半は主に地方官を務めた。
淳和朝に入り、天長元年（824年）に従五位上・右兵衛権佐に叙任されると、天長2年（825年）正五位下・左近衛中将、天長3年（826年）従四位下、天長4年（827年）蔵人頭と武官を務めながら急速に昇進し、天長7年（830年）参議に任ぜられ公卿に列した。のち議政官として左右中将・左右大弁と文武の要職を兼任する。またこの間、天長8年（831年）従四位上に昇進し、天長9年（832年）には兼務ながら武蔵守に再任している。
天長10年（833年）仁明天皇の即位に伴い、淳和天皇の皇子・恒貞親王が皇太子に冊立されると、春宮大夫を兼ねる。承和元年（834年）左大弁・左中将の兼官の返上を上表し左大弁の辞任を許される。さらに翌承和2年（835年）には左中将から右中将次いで右衛門督兼検非違使別当に転任となる。承和8年（841年）正四位下に昇進するが、翌承和9年（842年）に発生した承和の変で恒貞親王が皇太子を廃されると、春宮大夫であった秋津も連座して出雲員外守に左遷された。
承和10年（843年）3月2日配所で卒去。享年57。最終官位は出雲権守正四位下。

## 人物
違法の取り締まりについて最も適した人材であり、武芸を論ずる際には、驍将と呼ぶに足る人物でもあった。一方、酒席にあっては、このような立派な人物に似つかわしくなく、酒を数杯飲むと必ず泣く癖があったという。

## 官歴
注記のないものは『六国史』による。
- 弘仁元年（810年） 9月：右衛門大尉[2]
- 時期不詳：右近衛将監[2]
- 弘仁5年（814年） 12月：蔵人[2]
- 時期不詳：正六位上
- 弘仁7年（816年） 正月7日：従五位下。正月：右馬助[2]。正月：左近衛将監[2]
- 弘仁8年（817年） 5月：甲斐守[2]
- 弘仁9年（816年） 8月19日：武蔵介[2]
- 弘仁13年（822年） 10月25日：木工助[2]。12月19日：甲斐守[2]
- 天長元年（825年） 正月7日：従五位上。正月11日：右兵衛権佐[2]
- 天長2年（825年） 7月8日：左近衛中将[2]。7月9日：正五位下[2]
- 天長3年（826年） 正月21日：兼因幡守[2]。8月：従四位下[2]
- 天長4年（827年） 6月：蔵人頭[2]
- 天長7年（830年） 正月13日：参議[2]。8月4日：兼右大弁、左近衛中将如元[2]
- 天長8年（831年） 正月4日：従四位上
- 天長9年（832年） 正月21日：兼武蔵守[2]。11月10日：兼左大弁[2]
- 天長10年（833年） 2月30日：兼春宮大夫
- 承和元年（834年） 正月27日：検非違使別当[2]。7月5日：去左大弁[2]
- 承和2年（835年） 4月16日：右近衛中将、武蔵守如故。7月：止右近衛中将[2]。7月：兼右衛門督、春宮大夫如元[2]
- 承和7年（840年） 正月30日：兼丹後守。5月8日：山作司、御後次第司長官（淳和上皇崩御）
- 承和8年（841年） 11月20日：正四位下
- 承和9年（842年） 7月23日：出雲員外守（承和の変）
- 承和10年（843年） 3月2日：卒去（出雲権守正四位下）[1][3]

## 系譜
- 父：三諸大原[1]
- 母：不詳
- 生母不明の子女

大和国の豪族、秋津氏は末裔を称した。